# Juan Píriz
Juan Píriz (Montevideo, 17 maggio 1902 – Montevideo, 23 marzo 1946) è stato un calciatore uruguaiano, di ruolo centrocampista.

## Biografia
La famiglia Píriz era originaria di Durazno. Juan era fratello di Conduelo Píriz e cugino di Juan Emilio Píriz (con cui è spesso confuso): anch'essi vestirono la maglia della Nazionale uruguaiana.

## Caratteristiche tecniche
Giocava come centromediano o mediano sinistro.

## Carriera

### Club
Juan Píriz giocò nel Peñarol nella stagione 1921; passò poi al Defensor. Nel 1928 si trasferì al Nacional di Montevideo.

### Nazionale
In Nazionale giocò due gare, entrambe nel torneo olimpico di Amsterdam 1928: la prima, contro la Germania, segnò il suo debutto, il 3 giugno 1928. Presenziò poi nell'incontro valido per l'assegnazione della medaglia d'oro contro l'Argentina il 13 giugno, giocando da centromediano.

## Palmarès

### Nazionale
- Oro olimpico: 1

Amsterdam 1928